# Ehliman Emiraslanov
Ehliman Emiraslanov (Əhliman Tapdıq oğlu Əmiraslanov; 17 novembre 1947, Arménie, URSS) — recteur de l’Université de médecine d’Azerbaïdjan.

## Biographie
Grâce à la monographie originale nommé "Kemik sarkomileri" (sarcomes d’os) qu’il a écrits en 1985, Il a remporté le prix au nom de  N.N.Petrov donné par l’Académie des Sciences médicales d’URRS. Il a aussi remporté en 1986 le prix de l’État d’URRS sur les domaines techniques et scientifiques concernant "Le développement des méthodes de traitement des patients  en oncologie et l’application en pratique de ces méthodes”.
L’homme vétéran de science E.T.Emiraslanov a été nommé en 1992 comme le recteur de l’Université de Médecin d’Azerbaïdjan au nom de N.Nerimanov par le changement de service et Il a été choisi en 1992 comme le Président du département d’Oncologie de l’Université de Médecin d’Azerbaïdjan par la méthode de concours.
E.T.Emiraslanov est l’auteur des 230 œuvres scientifiques, des 11 monographies, des 9 livres scolaires et des programmes d’enseignement- méthodique, des 15 propositions de découverte et de développement, des 8 propositions méthodiques et des dizaines d’articles scientifiques. En utilisant ses méthodes, 6 personnes ont devenu les médecins des sciences médicaux et 22 personnes ont devenu les membres des sciences médicaux (PHD). L’académicien est le membre honorifique des institutions comme l’Union d’Orthopédie, Traumatologie et des oncologistes du monde, les Associations des Oncologistes des pays comme la Grèce, la République tchèque et la Hongrie. Il est aussi le membre vrai de l’Union de la Chirurgie de Restauration  d’Europe, de l’Association d’Oncologie clinique d’Amérique, de l’Académie des sciences naturelles de Fédération russe et de l’Académie des sciences médicaux de Pologne.

## d’articles scientifiques
- A.T. Amiraslanov, N.N. Trapeznikov, L.A. Ereminoy. Complex treatment of osteosarcoma patients- In: 2nd International Workshop on the design and application of tumor prosthesis for bone and joint reconstruction. Vienna, 1983.
- A.T. Amiraslanov, N.N. Trapeznikov, L.A. Ereminoy и др. Management of ostoegenic sarcoma patients/- "Seminar in Surgical Oncology", v.2, 1986, № 1, 17 p.
- A.T. Amiraslanov, N.N. Trapeznikov, L.A. Ereminoy и др. Limb saving surgery combined with chemotherapy and radiotherapy in the treatment of osteogenic sarcoma.- In: "Limb salvage in smusculoskeletal oncology" , New York, 1987, 5 p.
- A.T. Amiraslanov. The experience of the salvage operations in patients with tumors of the shoulder girdle.- In: "Proceedings of th International Symposium of Leimb salvage", Saint-Malo, France, 1987.
- A.T. Amiraslanov. Results of Combination Treatment of Osteogenic Sarcoma patients.- In: New Developments for limb salvage in musculoskeletal tumors. Ed.By T.Yamamuro, Springer-Verlag, Tokyo, 1989., 8 p.
- A.T.Amiraslanov. Complications after knee joint endoprothetics and the ways of their prevention and treatment.- "6th International Symposium on lymb salvage", September 8–11, 2p. Montreal-Québec, Canada, 1991.
- A.T. Amiraslanov. II B Osteosarcoma Clinical Orthopedics and Related Research USA, Philadelphia, PA 19105, 1991, 2 p.
- A.T. Amiraslanov.Bone Tumor Management.- London; Butterworths 1187.
- A.T. Amiraslanov, M.D.Aliyev, S.D.Sherbakov, E.E.İbragimov. Perspective of rotation plastic operation in treatment of osteogen sarcoma in children.- 8 th International Symposium on limb salvage, Florence, may 10 th-12 th, 1 p., 1996.
- A.T. Amiraslanov, N.F.Mistakopoulo, G.G.Knirov, F.N.Mistakopoulo. Cachexia  in Patients with Esophagus and Stomach cancer (diaqnosis? Clinical picture and treatment), - Ankara, 1999, 297 p.
- A.T. Amiraslanov, A.A.Amiraslanov, E.E.Ibragimov, N.V.Kasumov. Optimization of treatment of patients with osteogenous sarcomas. 18th Annual Meeting and 6th Simposium of EMSOS Nurse Group, May 25–27, 2005, Stazione Hocrittima, Trieste, Italy, p. 122.
- A.T. Amiraslanov, Amiraslanov A.A., Ibragimov E.E., Tagiyev Sh.D. Orqan-preserving treatment and outcome of primary bone tumors. The 23th Annual Meeting of the EMSOS, May 18–20, 2011, Gent, Belgien